# Visaginas
Visaginas (russisk: Висгинас) er en by i det nordøstlige Litauen, med et indbyggertal på ca. 26.800(2011). Byen ligger i Utena apskritis tæt på landets største sø Drūkšiai og tæt ved nabolandet Hviderusland.
Byen voksede op i en fyrreskov ved søen Visaginas. Vilnius-Daugavpils jernbanen løber gennem byen ligesom motorveje forbinder byen med alle egne af Litauen.

## Historie
Frem til omkring 1400-tallet var Visaginas-området beboet af Selere. Historiske skifter omtalte første gang området i 1526, da det blev overdraget af adelsmanden Vaitiekus Goštautas til Naujasis (dansk: Det nye) Daugėliškis sogn. I 13 til 1800-tallet blev området invaderet af liviske, svenske, russiske og franske tropper.
Byen blev grundlagt i 1975 under navnet "Sniečkus" som bosættelse for arbejderne ved Ignalina-atomkraftværket ved bredden af søen Visaginas. I forbindelsen med oprettelsen af byen blev fire landsbyer revet ned, den største af disse landsbyer var kendt som Visaginas. Den nye by blev opkaldt efter Antanas Sniečkus, en tidligere førstesekretær i Litauens kommunistiske parti. I 1977 fik Sniečkus status af by, og fik byrettigheder i 1994. I 1996 blev byens våbenskjold bekræftet ved et dekret fra Litauens præsident.
Bebyggelsen blev udviklet som etagebyggeri designet til at skabe infrastruktur for beboernes kulturelle og daglige aktiviteter. Der blev gjort store anstrengelser for at passe byen ind i de naturlige omgivelser.

## Visaginas' venskabsbyer
| - Smarhon, Hviderusland - Zambrów, Polen | - Obninsk, Rusland - Slavutytj, Ukraina |

## Galleri
- Ignalina-atomkraftværket
- Visaginas' Geigertæller
- Boligbyggeri i Visaginas

## KIlder
1. 1 2  Statistics Lithuania 2011 (indbyggertal i byer) © Department of Statistics to the Government of the Republic of Lithuania (engelsk)
2. ↑  Statistics Lithuania 2011 (indbyggertal i kommuner) © Department of Statistics to the Government of the Republic of Lithuania (engelsk)
3. ↑  Arkiveret 4. marts 2016 hos  Wayback Machine Statistics Lithuania 2011 (areal i kommuner) © Department of Statistics to the Government of the Republic of Lithuania (engelsk)